# Cantón de Roubaix-Oeste
El cantón de Roubaix-Oeste era una división administrativa francesa, que estaba situada en el departamento de Norte y la región de Norte-Paso de Calais.

## Composición
El cantón estaba formado por dos comunas, más una fracción de la comuna que le daba su nombre:
- Croix
- Roubaix (fracción)
- Wasquehal

## Supresión del cantón de Roubaix-Oeste
En aplicación del Decreto n.º 2014-167 de 17 de febrero de 2014, el cantón de Roubaix-Oeste fue suprimido el 22 de marzo de 2015 y sus 3 comunas pasaron a formar parte; dos del nuevo cantón de Croix y la fracción de la comuna que le daba su nombre se unió con las demás fracciones para que, por medio de una reestructuración cantonal, fueran creados los nuevos cantones de Roubaix-1 y Roubaix-2.